# Behind the Sun (album)
Pour les articles homonymes, voir Behind the Sun.
Albums de Eric Clapton
Money and Cigarettes
(1983) August
(1986)
Behind the Sun (1985) est le neuvième album studio du guitariste britannique Eric Clapton.

## Historique
Clapton utilise les synthétiseurs et les boîtes à rythme de Chris Stainton et J. Peter Robinson. Dans "Never Make You Cry", il se sert pour la première fois d'un synthétiseur de guitare, qui sera ensuite utilisé pour le disque Edge of Darkness, publié quelques mois plus tard, ainsi que dans sa tournée américaine, Behind the Sun Tour, ainsi que pour sa collaboration sur The Pros and Cons of Hitch Hiking de Roger Waters, l'ancien bassiste de Pink Floyd.
Dans le single Forever Man, Clapton joue un remarquable solo de guitare. Le clip vidéo du morceau deviendra aussitôt un des favoris de la chaîne musicale britannique MTV, simulant un incident durant lequel une des caméras s'écrase en dessous d'un mannequin. Ce morceau sera repris par Clapton et Steve Winwood durant leur tournée américaine qui eut lieu au Madison Square Garden de New York en février 2008, la tournée estivale américaine de juin/juillet 2009 (avec les chanteuses Sharon White et Michelle John) et la tournée européenne de mai/juin 2010.
Dans son autobiographie, Clapton se souvient de la session de 1984 avec ironie : « Le tout s'est déroulé avec un immense succès. J'espère que cela ne s'arrêtera jamais ». Mais ce sont ses relations troublées avec Pattie Boyd qui serviront de sujet de référence pour l'essentiel du matériel original. She’s Waiting, Same Old Blues et Just Like a Prisoner contiennent effectivement des solos de guitare criards de la main du guitariste. Alors que le couple décide de divorcer, Eric écrivit la chanson éponyme de l'album, avec son seul chant, sa guitare et le synthétiseur de Phil Collins. Pattie Boyd est créditée de la photographie de la pochette.
Durant cette période, Clapton fera la connaissance du compositeur et parolier texan Jerry Lynn Williams; leur collaboration se poursuivra en 1989 avec "Pretending", "Running On Faith", "Anything For Your Love", "Breaking Point" et "No Alibis" de Journeyman et se terminera en 1992 avec la version acoustique de "Running On Faith" du disque Unplugged. En réponse au renvoi de Van Morrison de la maison de disques Warner Bros, Eric voulut que cet album contienne un matériel beaucoup plus surprenant que celui de ses albums précédents. « Ils m'ont envoyé trois morceaux écrits par un parolier texan - "Forever Man", "Something’s Happening" et "See What Love Can Do" - et ils étaient tous bons ». Parmi les nombreux musiciens présents dans cet album, on rencontrera entre autres les bassistes Donald Dunn et Nathan East, le guitariste Steve Lukather et le batteur Jeff Porcaro du groupe Toto, ainsi que le claviériste Greg Phillinganes, qui rejoindra officiellement le groupe en 2005.
Phil Collins a produit la version finale de l'album, reprenant ce qui avait été fait initialement par Ted Templeman et Lenny Waronker. Réalisé en collaboration avec Collins, un des membres du groupe Genesis et grand ami de Clapton depuis 1978, l'album est dans l’esprit du précédent, très Pop FM et commercial. (Clapton joua aussi sur l'album solo Face Value de Collins, sur deux pièces "The roof is leaking" et "If leaving me is easy" en 1981.) Le disque fut très critiqué, parce qu'il était trop éloigné du style habituel de Clapton, trop de synthés et de guitare synthétiseur et aussi il y avait trop de musiciens sur l'album, on ne reconnaissait plus le style épuré du guitariste . À noter toutefois de remarquables solos de guitare dans Same Old Blues et Just Like a Prisoner.
Same Old Blues fut réinterprété par Clapton à deux reprises: l'une le 21 septembre 1988 lors du After Midnight Tour au Shoreline Amphitheatre de Mountain View (Californie) et l'autre le 15 septembre 1997 à l'occasion du Concert for Montserrat donné au Royal Albert Hall de Londres, avec Mark Knopfler à la guitare rythmique.  She's Waiting fit partie du répertoire de la tournée mondiale de 1992.

## Titres de l’album
Les compositions sont de Clapton sauf mentions contraires.
| No  | Titre                                       | Durée |
| --- | ------------------------------------------- | ----- |
| 1.  | She's Waiting (Clapton - Robinson)          | 4:55  |
| 2.  | See What Love Can Do (Jerry Lynn Williams)  | 3:58  |
| 3.  | Same Old Blues                              | 8:15  |
| 4.  | Knock On Wood (Eddie Floyd - Steve Cropper) | 3:19  |
| 5.  | Something's Happening (Jerry Lynn Williams) | 3:23  |
| 6.  | Forever Man (Jerry Lynn Williams)           | 3:13  |
| 7.  | It All Depends                              | 5:05  |
| 8.  | Tangled In Love (Levy - Feldman)            | 4:11  |
| 9.  | Never Make You Cry (Clapton - Collins)      | 6:06  |
| 10. | Just Like A Prisoner                        | 5:29  |
| 11. | Behind The Sun                              | 2:13  |

## Musiciens
- Eric Clapton - guitare, guitare synthétiseur (9), chant, chœurs (6)
- Lindsey Buckingham - guitare rythmique (5)
- Steve Lukather - guitare rythmique (2/6)
- Donald "Duck" Dunn - basse (1/3/4/7/10)
- Nathan East - basse (2/5/6), chœurs (6)
- Chris Stainton - piano (4), orgue Hammond (1/8), Fender Rhodes (9), synthétiseur (1/3/4/7/8/10)
- Greg Phillinganes - synthétiseur & chœurs (5)
- James Newton Howard - synthétiseurs (5)
- Michael Omartian - synthétiseurs (2/6)
- J. Peter Robinson - synthétiseurs (1/3/4/7/8/9/10)
- Phil Collins - caisse claire (1), batterie électronique (1/3), chœurs (4, 9), shaker (7/9), batterie (10), synthétiseur (11)
- Jamie Oldaker - batterie (1/3/4/7/8/9/10), chœurs (9)
- Jeff Porcaro - batterie (2/6)
- John "J.R." Robinson - batterie (5)
- Ted Templeman - shaker (5), tambourin (5), timbales (6)
- Lenny Castro - percussions, conga (2/6)
- Ray Cooper - percussions (1/8), gong (3), bongos (7)
- Marcy Levy - chœurs (1/2/3/6/7/8/9)
- Shaun Murphy - chœurs (1/3/7/8)
- Jerry Lynn Williams - chœurs (2/5)